# Amcazade Köprülü Hüseyin Pascià
Amcazade Köprülü Hüseyin Pascià (Köprülü Hüseyin Pascià il Nipote; Kozluk, Bulgaria, 1644 – Silivri, 1702) è stato un politico e militare ottomano. Membro della famiglia Köprülü, fu il gran visir dell'Impero ottomano sotto Mustafa II dal settembre 1697 al settembre 1702. Amcazade Koprulu Huseyin Pascià era vicino ai comuni sudditi musulmani ottomani essendo un membro della Confraternita dei Mevlevi. Era noto per essere interessato ai bisogni della gente comune così come a quelli delle classi militari e della amministrazione pubblica.

## Biografia

### Primi anni
Amcazade Huseyin nacque nel 1644 ed era il figlio di Hasan Ağa Kypriljoti, il fratello di Köprülü Mehmed Pascià, e per questo ha l'epiteto di "amcazade (nipote)". Sabbiamo poco della sua giovinezza e della sua educazione. Suo padre aveva delle proprietà agricole nel villaggio turco di "Kozluca" nell'attuale Bulgaria e il giovane Huseyin vi trascorse la sua giovinezza. Deve aver avuto una buona educazione classica ottomana da scrivano o militare, perché quando viene menzionato per la prima volta è un ufficiale di stato maggiore. Partecipò alla campagna per l'assedio di Vienna nel 1683, come alto ufficiale di stato maggiore dell'esercito ottomano, poiché gli ottomani erano comandati dal Gran Visir Merzifonlu Kara Mustafa Pascià, che era suo parente stretto. Dopo la sconfitta degli ottomani nella battaglia di Vienna e la ritirata a Belgrado, Merzifonlu Kara Mustafa fu giustiziato e Amcazade Huseyin fu arrestato a causa della sua stretta relazione con il comandante giustiziato.
Nel 1684 fu scarcerato, ma fu mandato lontano dalla sede del potere come amministratore di province con il grado di beilerbei. Prima fu nominato governatore di guardia di Çardak, vicino a Gallipoli, sullo stretto dei Dardanelli; poi gli fu dato il grado di visir e un incarico simile ma più prestigioso a Seddulbahir. Nel 1691 fu nominato per un certo periodo governatore temporaneo (Caimacam) di Istanbul e tornò al suo lavoro principale sui Dardanelli. Nel 1694 fu nominato Capitan pascià (grand'ammiraglio della marina ottomana) e fu determinante con l'aiuto di Mezzo Morto Huseyin Pascià nel riprendere Chio dai veneziani nel 1695. Per questo successo fu nominato governatore di Chio. Nel 1696 fu nuovamente nominato governatore temporaneo di Istanbul, ma presto fu inviato al posto di governatore di Belgrado. Nell'agosto 1697 l'esercito ottomano sotto il comando del sultano Mustafa II era impegnato in una campagna contro gli austriaci e venne a Belgrado. In un consiglio di guerra che pianificava cosa fare dopo, Amcazade Huseyin Pascià propose che l'esercito ottomano andasse a mettere sotto assedio la fortezza di Varaždin, ma altri sostennero che si dovesse andare verso Temesvar; la loro proposta fu accettata e l'esercito ottomano fu sorpreso e sbaragliato nella battaglia di Zenta.
Sua figlia sposò Kavanoz Ahmed Pascià, che fu gran visir per un breve periodo nel 1703.

### Gran Visierato
Amcazade Köprülü Hüseyin Pascià fu nominato Gran Visir il 17 settembre 1697 subito dopo la disastrosa sconfitta ottomana nella battaglia di Zenta dell'11 settembre 1697. Il sultano gli promise che sarebbe stato libero di governare l'impero senza le sue interferenze. Si sperava che durante i negoziati per la pace che si sarebbero svolti a Carlowitz, egli avrebbe potuto usare l'abilità familiare per ottenere i migliori termini possibili per la fine della lunga guerra contro la Lega Santa del 1684, una coalizione di potenze europee che includeva la Monarchia asburgica, la Confederazione polacco-lituana, la Repubblica di Venezia e Pietro I di Russia. Dopo lunghi mesi di negoziati, il trattato di Carlowitz fu firmato il 26 gennaio 1699. Gli ottomani cedettero alla monarchia asburgica tutta la provincia ottomana d'Ungheria, compresa la Transilvania che era stata conquistata dopo il 1526; la Podolia fu restituita alla Polonia e la maggior parte della Dalmazia e della Morea (la penisola del Peloponneso nella Grecia meridionale) passarono a Venezia. Con la pesante perdita di soldati professionisti nella battaglia di Zenta e i grandi territori ceduti, divenne ovvio che il sistema militare ottomano, il sistema finanziario e i sistemi burocratici che sostenevano l'esercito e lo stato dovevano essere riformati. Questo compito cadde principalmente sulle spalle del Gran Visir Amcazade Köprülü Hüseyin Pascià.
Amcazade Huseyin iniziò con le riforme economiche e finanziarie. Le accise sul tabacco e sul caffè, che erano quadruplicate durante la guerra per finanziare lo sforzo militare, furono sostanzialmente ridotte e così anche i dazi sui beni di consumo essenziali, per esempio il sapone e l'olio da cucina. Durante la guerra furono create tasse speciali di imposizione e coloro che non potevano pagare queste imposizioni fiscali straordinarie furono pesantemente multati. Amcazade Huseyin abolì queste imposizioni fiscali straordinarie ed emise un condono fiscale per coloro che non erano in grado di pagare e che dovevano pagare pesanti multe. Le aliquote delle tasse tradizionali furono abbassate in modo che corrispondessero alla capacità di pagare. Le monete svalutate battute durante la guerra furono sostituite da monete di pieno valore. Nuovi coltivatori, provenienti dai nomadi turcomanni, furono indotti a stabilirsi in luoghi come Urfa, Malatya, Antalya e Cipro dove il numero di contadini era sceso a livelli molto bassi. Furono fatti sforzi per sviluppare una nuova base manifatturiera, al posto delle devastate industrie artigianali ottomane e sostituendo le importazioni dall'Europa.: 225
Amcazade Huseyin, poi, fece rivedere i libri paga dell'esercito professionale (kapıkulu). I giannizzeri, che prima del trattato di Carlowitz avevano raggiunto i 70000 uomini, di cui solo 10000 erano effettivamente combattenti, furono ridotti a 34000 combattenti; mentre il corpo di artiglieria fu ridotto da 6000 a 1250. Ci fu un nuovo reclutamento nel Corpo degli Sipahi di Kapıkulu. Allo stesso modo, i timariot Spahi provinciali furono riformati eliminando la corruzione e assicurandosi che fossero adeguatamente mantenuti e addestrati.: 225
Anche la marina fu riorganizzata sotto il comando di Mezzo Morto Hüseyin Pascià, che era uno stretto alleato di Amcazade Huseyin. Finalmente, una nuova flotta di galeoni a vela sostituì le galee a remi. Anche gli ufficiali e il personale della marina furono completamente riorganizzati creando una completa gerarchia di ufficiali. I marinai dei galeoni di rango inferiore furono adeguatamente e regolarmente alloggiati in caserme; pagati bene e persino la loro pensione fu pensata per la prima volta nella marina ottomana. Infine, la burocrazia degli scrivani del governo centrale e del palazzo fu riorganizzata, mandando in pensione i vecchi scrivani inefficienti e introducendone di nuovi formati in nuove scuole di scrivani.: 226
Il sultano fu molto colpito dalla sconfitta nella battaglia di Zenta, dove era personalmente presente. Dando ad Amcazade Huseyin mano libera nel governare il suo regno, si ritirò nella vita di corte, non a Istanbul ma nel vecchio palazzo di Edirne. Il suo consigliere più vicino era il suo vecchio maestro, un ecclesiastico chiamato Feyzullah Efendi, che nominò come Sheikh ul-Islam. Presto Feyzullah Efendi divenne la voce effettiva del sultano. Non appena gli effetti del Trattato di Carlowitz finirono, Feyzullah Efendi raccolse intorno a sé una cricca di parenti e alleati; iniziò a nominarli nei posti chiave dello stato e divenne il centro degli intrighi contro il Gran Visir Amcazade Huseyin. Feyzullah Efendi fece assegnare a suo figlio Fethullah Efendi una nomina che gli avrebbe dato il posto di sheik-ul-Islam quando suo padre lasciò l'incarico. La nomina di uno sheikh-ul-Islam secondo le regole dinastiche era totalmente senza precedenti, ma Amcazade Huseyin non aveva molta scelta in materia. Da allora in poi, ogni volta che lo stato sotto Amcazade Huseyin iniziò ad influenzare negativamente i suoi interessi, Feyzullah Efendi fu in grado di intervenire e fermare l'applicazione di tale politica. Nel luglio 1701 Mezzo Morto Huseyin Pascià, che era un alleato di Amcazade Huseyin, morì e il delicato equilibrio di potere tra Istanbul e Edirne si spostò verso Feyzullah Efendi a Edirne. Questo frustrò così tanto Amcazade Huseyin Pascià, che la sua grave malattia viene attribuita a questa impotenza. Dopo questa malattia nel settembre 1702 Amcazade Huseyin Pascià si dimise dalla carica di Gran Visir.: 227
Andò a vivere nella sua tenuta di Silivri, vicino a Istanbul. Prima della fine dell'anno morì nella sua tenuta. Fu sepolto in una türbe (mausoleo) nel quartiere di "Saraçhanebaşı" a Istanbul.
Fu un abile amministratore e un importante riformatore dimostrò ancora una volta l'abilità di un membro della dinastia Koprulu nel mantenere intatto il potere ottomano dopo una grande crisi, ma alla fine fu cacciato dalla carica da un potente chierico.
Uno dei più antichi Yalı (magioni in legno costruite sulla riva del Bosforo), vicino al primo ponte sospeso, è i resti parziali di uno appartenente a lui chiamato "Koprulu Amcazade Huseyin Yalisi". Si sostiene che Amcazade Huseyin abbia rivisto la copia finale negoziata del Trattato di Karlowitz in questa parte rimasta del palazzo.